# 落語物語
『落語物語』（らくごものがたり）は、林家しん平が原作・脚本・監督を務めた2011年3月12日公開の日本映画。映画が原作で、同名でも書籍化、小説『落語物語』（角川書店）が出版された。

## 概要
落語家・林家しん平が自らメガホンをとり、実体験を織り交ぜながら落語の世界を舞台に撮り上げた下町人情ドラマの映画。
総勢40名を超える現役落語家が出演したことなども話題となり、第三回したまちコメディ映画祭では特別招待作品として上映された。
撮影は、落語協会の全面バックアップのもと、東京の四軒の寄席（鈴本演芸場、新宿末廣亭、浅草演芸ホール、池袋演芸場）にて行われた。着物、小道具、お囃子に至るまですべてが本物であり、寄席の高座や楽屋風景、芸人同士のやりとりや独特な師弟関係なども忠実に再現されている。
キャッチコピーは、『涙もやがて、笑顔にかわる、下町人情物語。』
映画の公開は2011年3月12日であったが、前日に東日本大震災がおこったことにより予定されていた初日の舞台挨拶などは中止となり、東京での舞台挨拶は公開最終日の4月8日となった。

## あらすじ
コミュニケーションの苦手な若者、春木真人（柳家わさび）は、噺家という世界に憧れを持ち、落語家・今戸家小六（ピエール瀧）に弟子入りを志願する。小六の自宅に住み込みの内弟子となることを許された真人は、しっかり者の小六の女房、葵（田畑智子）の応援もあり、晴れて前座として落語家の道を歩みだす。しかし、それは嬉しくも悲しくも前途多難な日々の始まりであった。

## キャスト

### 主要キャスト
- 今戸家小六：ピエール瀧
- 山岸葵：田畑智子
- 今戸家小春（春木真人）：柳家わさび
- 本藤昌和：柳家権太楼
- スマイル：春風亭小朝
- 本藤一子：石橋杏奈
- 山海亭文酒：嶋田久作
- 遊々亭吉八：三遊亭時松
- 遊々亭ごろ八：柳家小権太
- 山海亭心酒：隅田川馬石
- 赤飯亭ごま塩：六代目古今亭志ん橋
- 鶴家朝丸：三遊亭小円歌
- 鶴屋丸千代：春風亭ぽっぽ
- バーのマスター：柳家喬太郎
- 落語噺家協会会長・鞍馬家天狗：桂文楽

### その他キャスト
- 三味線・えり：恩田えり
- 寄席の常連：三遊亭ぬう生、林家たけ平、春風亭朝也、古今亭志ん丸、桂三木男、春風亭百栄
- ソケットボンボン：ホームラン（たにし・勘太郎）
- 鞍馬家天馬：古今亭志ん馬
- 鞍馬家天雀：林家久蔵
- 招喜家猫助：柳家三之助
- 下町のおばちゃん：海老名香葉子
- 下町のおぼっちゃん：林家三平
- ディレクター：桂扇生
- カメラマン：古今亭菊生
- 音声スタッフ：三遊亭粋歌
- 三味線・あさ：松尾あさ
- ホール支配人：林家しん歩
- ヤクザ：高杉瑞穂
- バーのホステス：古今亭ちよりん
- 刑事：新井康弘
- 警察官：春風亭一之輔
- 落語噺家協会理事・祭家みこし：柳家さん八
- 落語噺家協会理事・霧雨家雨雲：柳家小袁治
- 落語噺家協会理事・大黒屋紋寿：吉原朝馬
- 落語噺家協会理事・海老家賀楽：林家時蔵
- 落語噺家協会理事・寿家福彌：柳家さん生
- 鈴本演芸場・席亭：三遊亭歌司
- 新宿末広亭・席亭：柳家小さん
- 池袋演芸場・席亭：三升家小勝
- 浅草演芸ホール・席亭：三遊亭歌武蔵
- 落語噺家協会理事・事務局長：ゆたか（笑組）
- 寄席の呼び込み：柳亭市也
- 医者：桂南喬
- 看護師：浦田麻緒
- 鞍馬家天楽：橘家圓太郎
- 笑組カズオ：かずお（笑組）
- 名人：テツ

## スタッフ
- 監督・脚本・原作：林家しん平
- 製作：大月俊倫
- プロデューサー：宮川洋紀、岩井敦子
- 撮影：渡邉隆輔
- 照明：田中公臣
- 美術：平井淳郎
- 録音：小宮元
- スクリプター：小林加苗
- 編集：李英美
- 助監督：大橋祥正
- スタイリスト：棚橋公子
- ヘアメイク：五十嵐広美
- 製作担当：岸根明
- 協力：落語協会、鈴本演芸場、新宿末廣亭、浅草演芸ホール、池袋演芸場
- 製作委員会：キングレコード、BS-TBS
- 制作：ゼネラルエンタテイメント
- 配給・宣伝：スールキートス